# Succisa pratensis
Succise des prés, Mors-du-Diable
Espèce
Synonymes
- Scabiosa succisa L. 1753
- Succisa dentata Jord. & Fourr. 1868

Classification phylogénétique
Statut de conservation UICN

 LC  : Préoccupation mineure
La Succise des prés ou Mors-du-Diable, Succisa pratensis, est une espèce de plantes herbacées de la famille des Dipsacacées selon la classification classique de Cronquist (1981), de la famille des Caprifoliacées selon la classification phylogénétique (APG III). C'est une des principales plantes hôtes de la chenille du Damier de la succise.

## Description
Plante vivace de 30 cm à 1 mètre, glabre ou pubescente, à souche courte, tronquée, sans stolons ; feuilles toutes entières ou dentées, ovales ou oblongues, les supérieures lancéolées ; pédoncules pubescents ; fleurs bleues, rarement roses ou blanches, toutes semblables, non rayonnantes, à 4 lobes égaux ; têtes florifères hémisphériques, les fructifères globuleuses ; involucre à folioles sur 2-3 rangs ; calicule très velu, à limbe herbacé, divisé en 4 lobes dressés, ovales-aigus ; calice terminé par 5 arêtes noirâtres, deux fois plus longues que le limbe du calicule.

## Reproduction
- Floraison : de juillet à octobre.
- Pollinisation : entomogame.
- Fruit : akène à dissémination épizoochore.

La plante a donné son nom au Damier de la Succise dont les chenilles s'alimentent.

## Habitat
Prés et bois humides, dans toute la France. Europe ; Caucase, Sibérie ; Afrique septentrionale. Elle peut croître jusqu'à 2 400 m d'altitude en Europe occidentale.

## Galerie

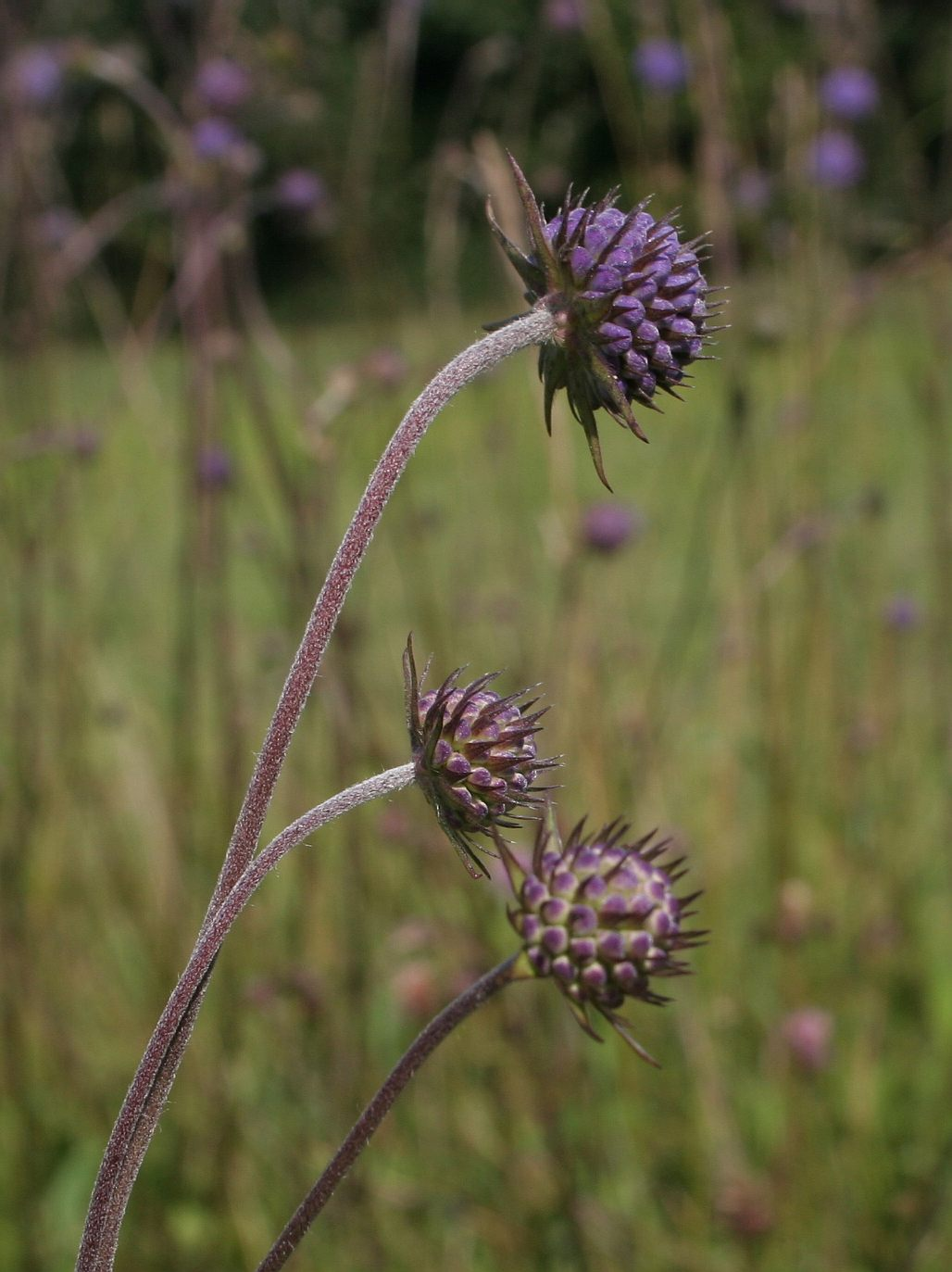
Succisa pratensis.
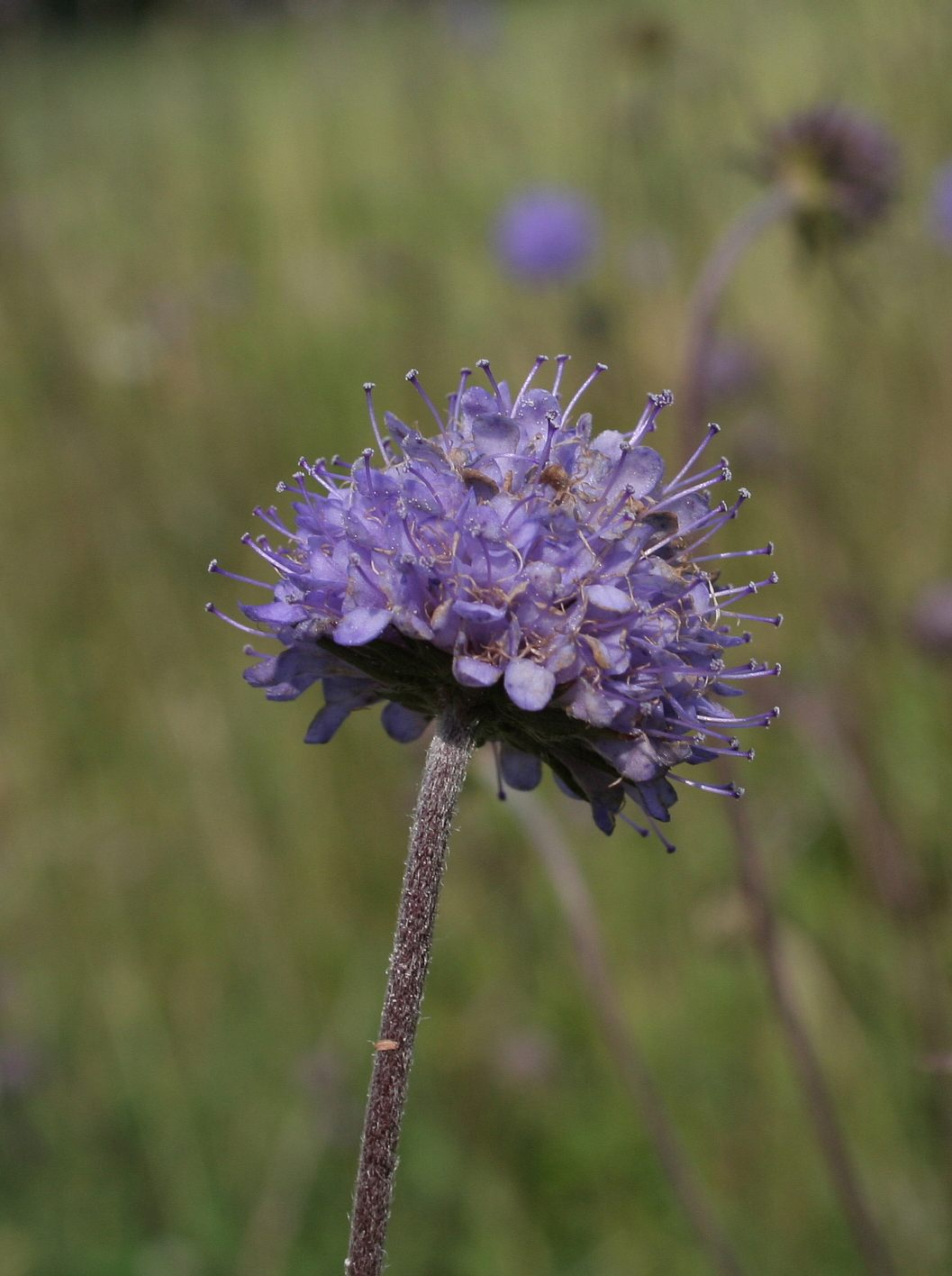
Succisa pratensis.
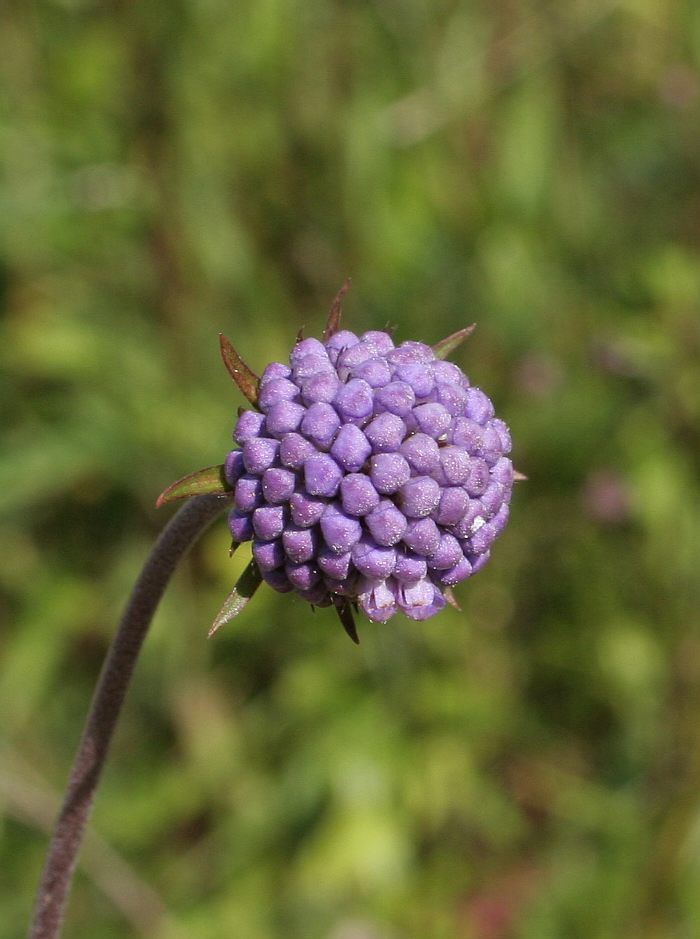
Succisa pratensis.
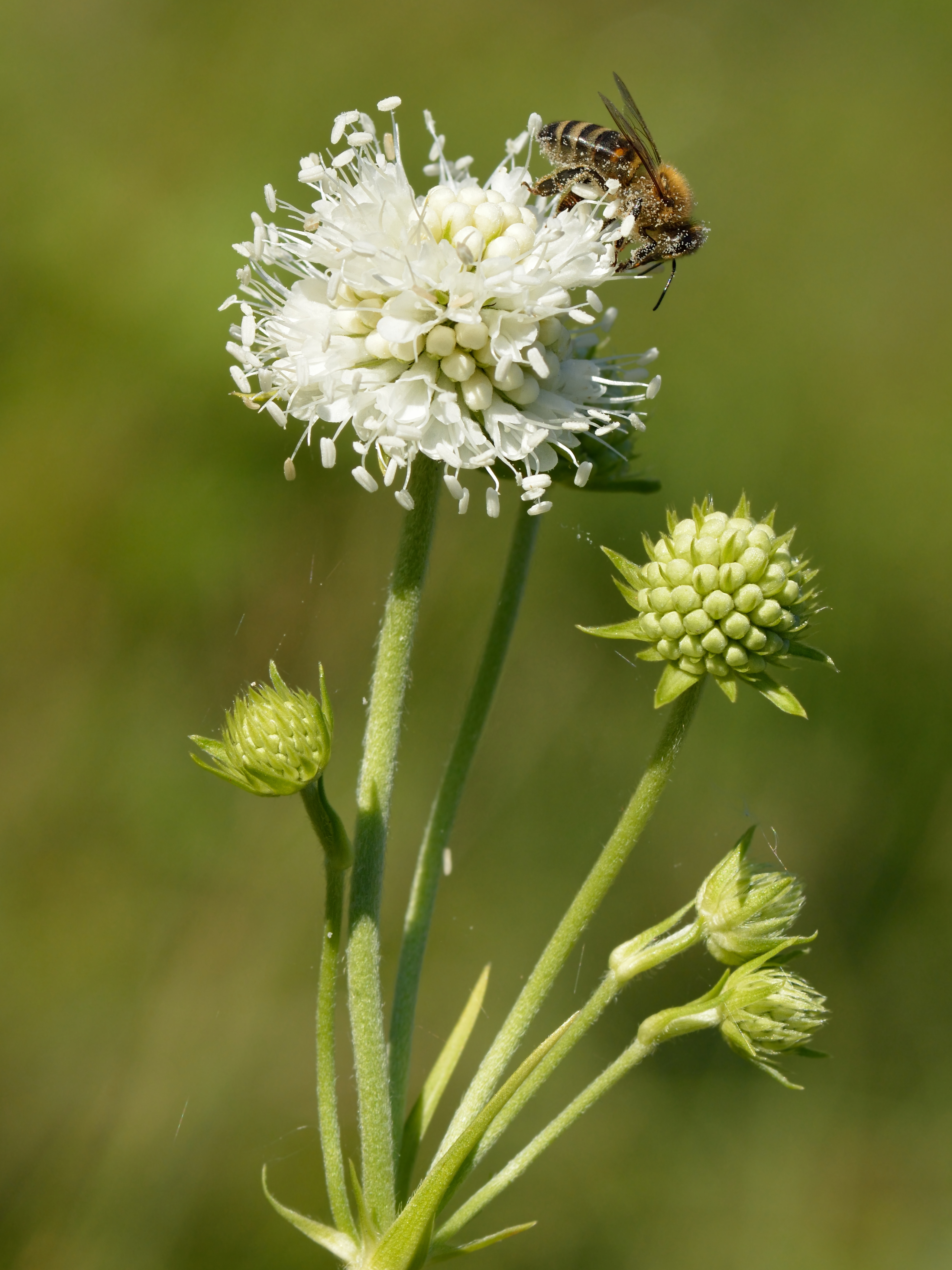
Variété blanche.
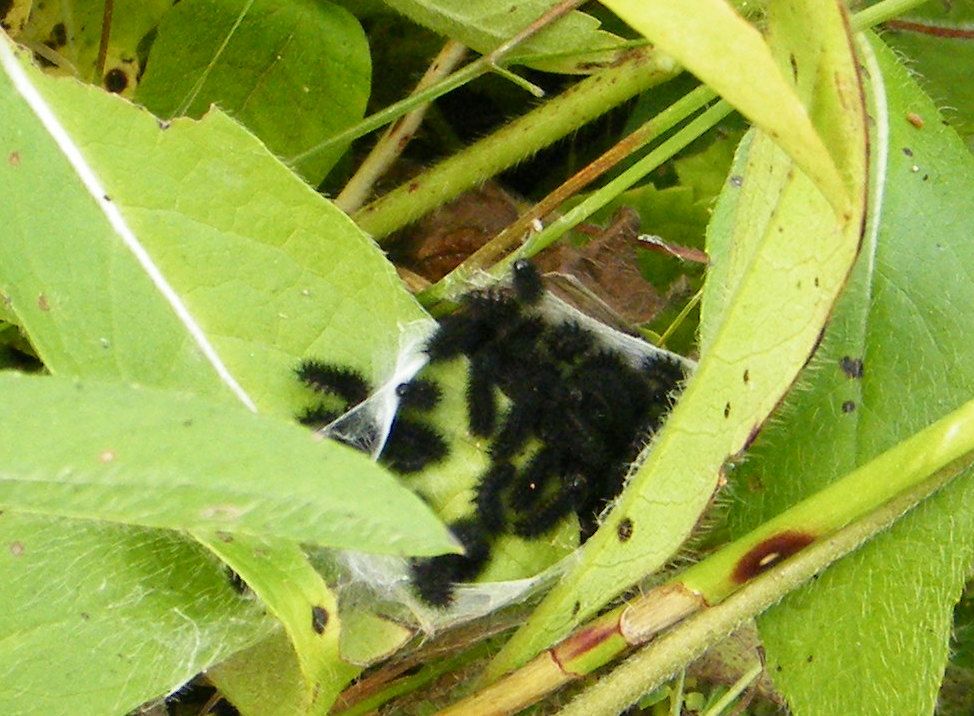
Chenilles du Damier de la Succise.
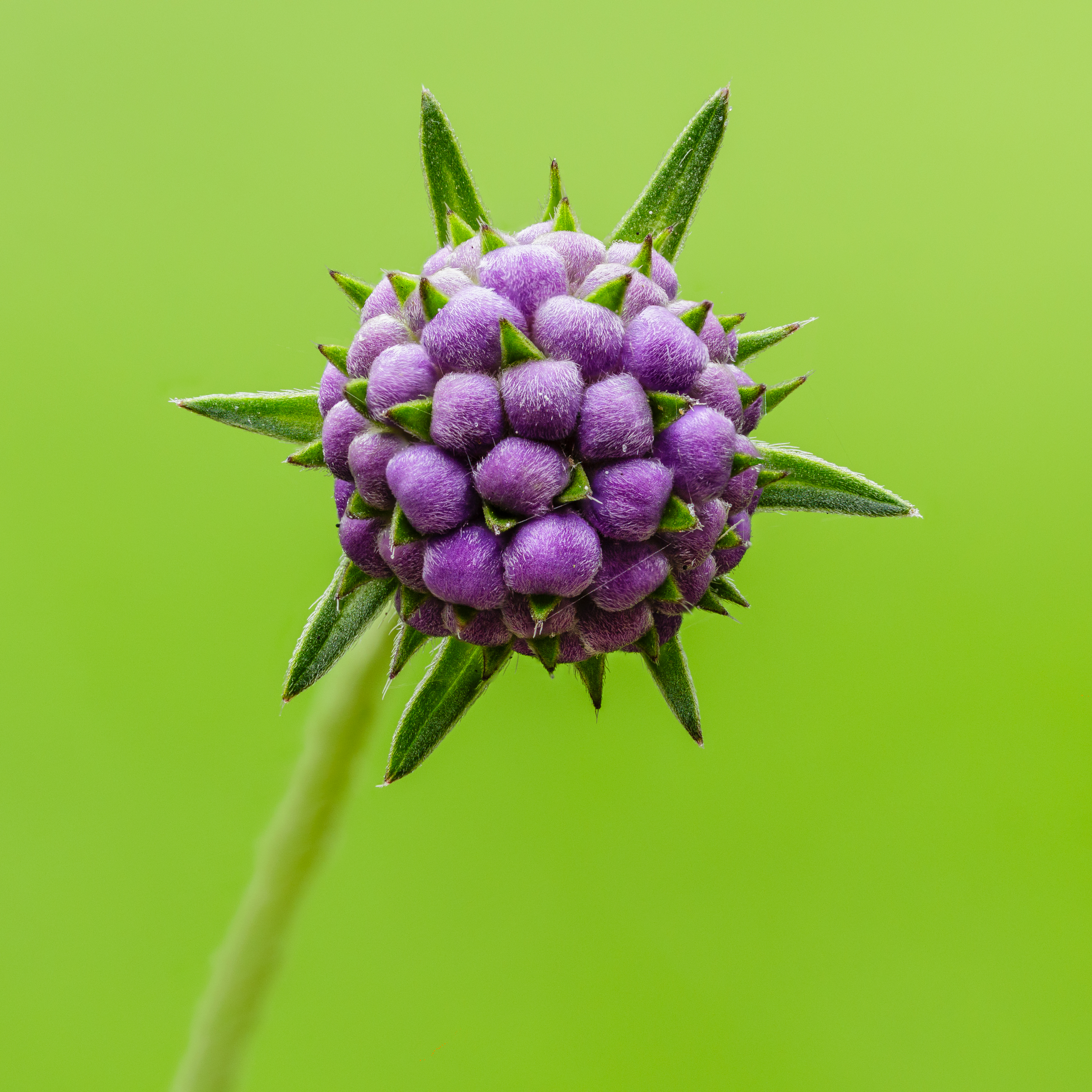
Bouton floral d'une Succisa pratensis. Août 2023.